# Mistrovství Evropy juniorů v ledním hokeji 1983
Mistrovství Evropy juniorů v ledním hokeji 1983 byl 16. ročník této soutěže. Turnaj hostila od 19. do 25. března norská města Oslo, Fredrikstad a Sarpsborg. Hráli na něm hokejisté narození v roce 1965 a mladší.

## Výsledky

### Základní skupiny
| Poř. | Tým       | FIN  | SWE  | SUI  | NOR  | Z | V | R | P | Skóre | B |
| 1.   | Finsko    | —    | 4:3  | 10:0 | 12:1 | 3 | 3 | 0 | 0 | 26:4  | 6 |
| 2.   | Švédsko   | 3:4  | —    | 6:2  | 13:3 | 3 | 2 | 0 | 1 | 22:9  | 4 |
| 3.   | Švýcarsko | 0:10 | 2:6  | —    | 4:2  | 3 | 1 | 0 | 2 | 6:18  | 2 |
| 4.   | Norsko    | 1:12 | 3:13 | 2:4  | —    | 3 | 0 | 0 | 3 | 6:29  | 0 |

| Poř. | Tým           | URS  | TCH  | GER  | FRA  | Z | V | R | P | Skóre | B |
| 1.   | Sovětský svaz | —    | 6:3  | 8:0  | 18:4 | 3 | 3 | 0 | 0 | 32:7  | 6 |
| 2.   | ČSSR          | 3:6  | —    | 12:3 | 13:0 | 3 | 2 | 0 | 1 | 28:9  | 4 |
| 3.   | SRN           | 0:8  | 3:12 | —    | 5:1  | 3 | 1 | 0 | 2 | 8:21  | 2 |
| 4.   | Francie       | 4:18 | 0:13 | 1:5  | —    | 3 | 0 | 0 | 3 | 5:36  | 0 |

### Skupiny o konečné umístění
Vzájemné výsledky ze základních skupin se započetly celkům i do skupin o konečné umístění.
| Poř. | Tým           | URS   | FIN   | TCH   | SWE   | Z | V | R | P | Skóre | B |
| 1.   | Sovětský svaz | —     | 5:1   | (6:3) | 7:5   | 3 | 3 | 0 | 0 | 18:9  | 6 |
| 2.   | Finsko        | 1:5   | —     | 3:1   | (4:3) | 3 | 2 | 0 | 1 | 8:9   | 4 |
| 3.   | ČSSR          | (3:6) | 1:3   | —     | 4:2   | 3 | 1 | 0 | 2 | 8:11  | 2 |
| 4.   | Švédsko       | 5:7   | (3:4) | 2:4   | —     | 3 | 0 | 0 | 3 | 10:15 | 0 |

| Poř. | Tým       | GER   | FRA   | SUI   | NOR   | Z | V | R | P | Skóre | B |
| 5.   | SRN       | —     | (5:1) | 11:4  | 8:3   | 3 | 3 | 0 | 0 | 24:8  | 6 |
| 6.   | Francie   | (1:5) | —     | 6:2   | 5:5   | 3 | 1 | 1 | 1 | 12:12 | 3 |
| 7.   | Švýcarsko | 4:11  | 2:6   | —     | (4:2) | 3 | 1 | 0 | 2 | 10:19 | 2 |
| 8.   | Norsko    | 3:8   | 5:5   | (2:4) | —     | 3 | 0 | 1 | 2 | 10:17 | 1 |

 Norsko sestoupilo z elitní skupiny.

## Turnajová ocenění
|                            | Brankář      | Obránce      | Obránce         | Útočníci       | Útočníci       | Útočníci            |
| -------------------------- | ------------ | ------------ | --------------- | -------------- | -------------- | ------------------- |
| Ceny direktoriátu IIHF     | Jarmo Myllys | Petr Svoboda | Petr Svoboda    | Igor Vjazmikin | Igor Vjazmikin | Igor Vjazmikin      |
| All-Star Tým (podle médií) | Jarmo Myllys | Petr Svoboda | Andrej Koršunov | Igor Vjazmikin | Michal Pivoňka | Nikolaj Borščevskij |

### Produktivita
|                     | G | A | B  |
| ------------------- | - | - | -- |
| Igor Vjazmikin      | 9 | 3 | 12 |
| Alexandr Černych    | 3 | 9 | 12 |
| Nikolaj Borščevskij | 6 | 5 | 11 |
| Michal Pivoňka      | 4 | 5 | 9  |
| Tomáš Mareš         | 5 | 3 | 8  |

## Mistři Evropy - SSSR
Brankáři: Jevgenij Bělošejkin, Alexej Červjakov

Obránci: Igor Kňazev, Andrej Koršunov, Anatolij Fedotov, Alexej Griščenko, Alexej Šalimzanov, Alexej Žinděv, Alexej Kicin

Útočníci: Alexej Salomatin, Alexandr Černych, Anatolij Najda, Nikolaj Borščevskij, Alexandr Semak, Igor Vjazmikin, Jevgenij Kudimov, Sergej Svěrcov, Andrej Vakrušev, Alexandr Verjasov, Sergej Nikanorov.

## Československá reprezentace
Brankáři : Ivo Pešat, Eduard Hartmann

Obránci: Vojtěch Kučera, Aleš Flašar, Leo Gudas, Petr Prajsler, Rudolf Parýzek, Petr Svoboda, Stanislav Medřík

Útočníci: Michal Pivoňka, Kamil Kašťák, Jan Bláha, Petr Slabý, Luděk Stehlík, Jaroslav Ševčík, David Volek, Marián Horváth, Eduard Bůžek, Stanislav Horanský, Tomáš Mareš.

## Nižší skupiny

### B skupina
Šampionát B skupiny se odehrál v Zoetermeeru v Nizozemí, postup na mistrovství Evropy juniorů 1984 si vybojovali domácí. Naopak sestoupili
Maďaři.
1.  Nizozemsko

2.  Dánsko

3.  Rumunsko

4.  Itálie

5.  Rakousko

6.  Polsko

7.  Bulharsko

8.  Maďarsko

### C skupina
Šampionát C skupiny se odehrál v Sarajevu v Jugoslávii, vyhráli jej domácí.
1.  Jugoslávie

2.  Velká Británie

3.  Belgie

4.  Španělsko